# 1982 في الولايات المتحدة
فيما يلي قوائم الأحداث التي وقعت خلال عام 1982 في الولايات المتحدة.

## أحداث
- 13 يناير – طيران فلوريدا الرحلة 90
- 9 يوليو – حادث الرحلة 759

## سياسة

### تعيين في المنصب
- 1 يناير – أندرو يونغ عمدة أتلانتا.
- 1 يناير – إد رويس عضو مجلس ولاية كاليفورنيا.
- 1 يناير – إيسا هاتشينسون وكيل وزارة العدل الأميركية.
- 1 يناير – بارون هيل مجلس نواب إنديانا.
- 1 يناير – جو مانشين عضو مجلس مندوبي فرجينيا الغربية ‏.
- 1 يناير – جون آدامز ويكهام جونيور نائب رئيس أركان جيش الولايات المتحدة [الإنجليزية]‏.
- 1 يناير – ديك زيمر عضو جمعية نيوجيرسي العامة.
- 1 يناير – راي لحود عضو مجلس نواب إلينوي.
- 1 يناير – واين ألارد عضو مجلس ولاية كولورادو.
- 16 يناير – تشاك روب حاكم فرجينيا [الإنجليزية]‏.
- 19 يناير – توماس كين حاكم نيو جيرسي [الإنجليزية]‏.
- 16 يوليو – جورج شولتز وزير الخارجية الأمريكي.
- 2 نوفمبر – جاك سويغيرت عضو مجلس النواب الأمريكي.
- 1 ديسمبر – جون بالداتشي عضو مجلس ولاية مين.

### انتهاء فترة المنصب
- 1 يناير – نيك سميث عضو مجلس نواب ميشيغان  [لغات أخرى]‏.
- 3 يناير – جيم دويل مقاطعة دان.
- 13 يناير – جون كيسيك عضو مجلس ولاية أوهايو.
- 16 يناير – تشاك روب نائب حاكم فرجينيا [الإنجليزية]‏.
- 11 مارس – هاريسون وليامز عضو مجلس الشيوخ الأمريكي.
- 5 يوليو – ألكسندر هيغ وزير الخارجية الأمريكي.
- 5 نوفمبر – جيمس إدواردز وزير الطاقة الأمريكي.
- 6 ديسمبر – جاي سترنر هاموند حاكم ألاسكا [الإنجليزية]‏.
- 22 ديسمبر – بول ولفويتس Director of Policy Planning [الإنجليزية]‏.
- 27 ديسمبر – جاك سويغيرت عضو مجلس النواب الأمريكي.
- 31 ديسمبر – ماريو كومو نائب حاكم نيويورك [الإنجليزية]‏.
- 31 ديسمبر – هيو كاري حاكم نيويورك [الإنجليزية]‏.

## رياضة
- 1 يناير – أمريكا المفتوحة 1982
- 6 يونيو – جائزة ديترويت الكبرى 1982 الفائز جون واتسون.

## ظهور
- 1 يناير – باور ميتال
- 1 يناير – ديتايلز
- 1 يناير – ديو
- 1 يناير – راب روك
- 1 يناير – كونان البربري
- 1 يناير – مجلة بي سي
- 1 يناير – مجلة طب الأطفال والجهاز الهضمي والتغذية مجلة طبية شهرية.
- 1 يناير – يو إس إيه توداي
- 28 أكتوبر – ميتاليكا

## أفلام
من الأفلام التي صدرت هذه السنة في الولايات المتحدة:
- 1 يناير – اختيار صوفي من إخراج آلان باكولا [الإنجليزية]‏.
- 1 يناير – الحكم من إخراج سيدني لوميت.
- 1 يناير – الشيء من إخراج جون كاربنتر.
- 1 يناير – توتسي من إخراج سيدني بولاك.
- 1 يناير – ريدز من إخراج وارن بيتي.
- 1 يناير – ضابط ورجل نبيل من إخراج تايلور هاكفورد.
- 1 يناير – فاست تايمز آت ريدجمونت من إخراج إيمي هيكرلينج.
- 1 يناير – فايرفوكس من إخراج كلينت إيستوود.
- 1 يناير – فيكتور فيكتوريا من إخراج بليك إدواردز.
- 1 يناير – كونان البربري من إخراج جون ميليوس.
- 1 يناير – كويانسقاتسي من إخراج غودفري راجيو.
- 1 يناير – مفقود من إخراج كوستا غافراس.
- 1 يناير – موسم الساحر من إخراج تومي والاس.
- 1 يناير – يوم الجمعة الثالث عشر الجزء الثالث من إخراج ستيف مينر.
- 12 فبراير – على البركة الذهبية من إخراج مارك ريدل.
- 26 مايو – إي تي من إخراج ستيفن سبيلبرغ.
- 28 مايو – روكي 3 من إخراج سيلفستر ستالون.
- 25 يونيو – بليد رانر من إخراج ريدلي سكوت.
- 17 يوليو – آرثر من إخراج ستيف غوردون (مخرج).
- 22 أكتوبر – الدم الأول من إخراج تيد كوتشيف.
- 17 ديسمبر – كريستال الظلام من إخراج جيم هانسون، فرانك أوز.
- 18 ديسمبر – ملك الكوميديا من إخراج مارتن سكورسيزي.

## برامج ومسلسلات وأنمي
- السنافر

## موسيقى

### أغاني
من الأغاني التي صدرت هذه السنة في الولايات المتحدة:
- 1 يوليو – ذا ميسيج من غناء ميلي ميل.

## كتب
من الكتب التي صدرت هذه السنة في الولايات المتحدة:
- 1 يناير – الطاعون الأبيض من تأليف فرانك هربرت.
- 1 يناير – الغريبة تماما من تأليف دانيال ستيل.
- 1 يناير – بيت الأرواح من تأليف إيزابيل الليندي.
- 1 يناير – مدير الدقيقة الواحدة من تأليف كين بلانشارد.
- 1 يناير – مرة واحدة في العمر من تأليف دانيال ستيل.
- 1 مايو – الهارب من تأليف ستيفن كينغ.

## مواليد

### يناير
- 1 يناير – آن كوتن شاعرة ألمانية.
- 1 يناير – سحر نوروزاده
- 1 يناير – سوزان هيوارد
- 1 يناير – يوسف غيتوود ممثل كندي.
- 5 يناير – أنسلي كارغيل لاعبة كرة مضرب أمريكية.
- 6 يناير – جيلبرت أريناس لاعب كرة سلة أمريكي.
- 7 يناير – لورين كوهان
- 8 يناير – غابي هوفمان
- 9 يناير – تيمي باورز لاعب كرة سلة أمريكي.
- 10 يناير – تافوريس كلاود ملاكم من الولايات المتحدة الأمريكية.
- 10 يناير – جوش إيفانز
- 11 يناير – توني ألن لاعب كرة سلة أمريكي.
- 13 يناير – جيرمين وايت ملاكم من الولايات المتحدة الأمريكية.
- 16 يناير – جستين ريد لاعب كرة سلة أمريكي.
- 17 يناير – دواين وايد لاعب كرة سلة أمريكي.
- 17 يناير – ديفيد بلو ممثل ومخرج أمريكي.
- 19 يناير – جودي سويتين
- 20 يناير – ايرين واسون
- 26 يناير – ويس براون ممثل أمريكي.
- 28 يناير – عمر كوك
- 29 يناير – آدم لامبرت
- 31 يناير – جون جابروس

### فبراير
- 1 فبراير – آدم كوكيش
- 2 فبراير – كيلي مازانتي لاعبة كرة سلة من الولايات المتحدة الأمريكية.
- 3 فبراير – أشلي براون ممثلة أمريكية.
- 3 فبراير – بريجيت ريجان
- 3 فبراير – كندريك ريليفورد ملاكم من الولايات المتحدة الأمريكية.
- 3 فبراير – ملفين سكوت لاعب كرة سلة أمريكي.
- 4 فبراير – أوريون غرين لاعب كرة سلة أمريكي.
- 4 فبراير – بليك ستيب لاعب كرة سلة أمريكي.
- 4 فبراير – مانديزا ستيفنسون لاعبة كرة سلة من الولايات المتحدة الأمريكية.
- 6 فبراير – كونر مصارع محترف من الولايات المتحدة الأمريكية.
- 7 فبراير – كيلي ويليامز لاعب كرة سلة أمريكي.
- 9 فبراير – جامير نيلسون لاعب كرة سلة أمريكي.
- 10 فبراير – داوان روبنسون لاعب كرة سلة أمريكي.
- 15 فبراير – شاميكا كريستون لاعبة كرة سلة أمريكية.
- 16 فبراير – لوبي فياسكو
- 19 فبراير – جو ديفنس لاعب كرة سلة فلبيني.
- 21 فبراير – أندريه باريت لاعب كرة سلة أمريكي.
- 22 فبراير – جينا هيز ممثلة اباحية أمريكية.
- 23 فبراير – آدم هان بيرد ممثل أمريكي.
- 23 فبراير – جيا بيركنز لاعبة كرة سلة من الولايات المتحدة الأمريكية.
- 23 فبراير – ساندورا إيرفين لاعبة كرة سلة أمريكية.
- 25 فبراير – ماريا كانليس
- 26 فبراير – أماندا لونكار ممثلة أمريكية.
- 26 فبراير – ماريو أوستن لاعب كرة سلة من الولايات المتحدة الأمريكية.
- 26 فبراير – نايت رويس
- 27 فبراير – عمر توماس لاعب كرة سلة من الولايات المتحدة الأمريكية.
- 28 فبراير – راندي زوكربيرغ

### مارس
- 1 مارس – الكيس فيلدز
- 1 مارس – ترافيس دينير لاعب كرة سلة أمريكي.
- 2 مارس – ديلونتي هولاند لاعب كرة سلة أمريكي.
- 3 مارس – جيسيكا بيل ممثلة أمريكية.
- 4 مارس – لاندون دونوفان لاعب كرة قدم المكسيك.
- 7 مارس – آرون دياز
- 10 مارس – كايل بيلي لاعب كرة سلة أمريكي.
- 10 مارس – كوامي براون لاعب كرة سلة من الولايات المتحدة الأمريكية.
- 11 مارس – ثورا بيرتش ممثلة أمريكية.
- 11 مارس – روبي ديموند ممثل أمريكي.
- 11 مارس – ماركوين تشاندلر لاعب كرة سلة أمريكي.
- 12 مارس – سام ليفين ممثل أمريكي.
- 17 مارس – رشاد رايت لاعب كرة سلة أمريكي.
- 18 مارس – ماركيز غرين لاعب كرة سلة أمريكي.
- 21 مارس – سانتينو فونتانا ممثل أمريكي.
- 24 مارس – إبيكو كولون
- 24 مارس – جاك سواغر مصارع محترف من الولايات المتحدة الأمريكية.
- 25 مارس – جيني سليت
- 25 مارس – دانيكا باتريك
- 25 مارس – شاندي جونز لاعبة كرة سلة أمريكية.
- 25 مارس – شون فارس ممثل أمريكي.
- 28 مارس – ديلان بيج لاعب كرة سلة من الولايات المتحدة الأمريكية.
- 29 مارس – إدي شامبرز ملاكم من الولايات المتحدة الأمريكية.
- 29 مارس – جاي برانن
- 30 مارس – جيسون دورينغ

### أبريل
- 1 أبريل – إيريك دانيالز لاعب كرة سلة أمريكي.
- 1 أبريل – تاران كيلام
- 1 أبريل – سام هنتنغتون ممثل أمريكي.
- 3 أبريل – جيريمياه وايت لاعب كرة قدم أمريكي.
- 4 أبريل – جستين كوك ممثل أمريكي.
- 5 أبريل – كيلي بافليك ملاكم من الولايات المتحدة الأمريكية.
- 6 أبريل – الانا أوستن
- 6 أبريل – هيركوليز غوميز لاعب كرة قدم أمريكي.
- 8 أبريل – جاريد راينر لاعب كرة سلة أمريكي.
- 9 أبريل – إريك نونيز لاعب كرة مضرب أمريكي.
- 10 أبريل – تشيلر لاي ممثلة، ‌مغنية وعارضة أمريكية.
- 12 أبريل – نيكولاس مونرو لاعب كرة مضرب من الولايات المتحدة.
- 14 أبريل – نيل أندرسون
- 15 أبريل – مايك أنتشوندو ملاكم من الولايات المتحدة الأمريكية.
- 16 أبريل – جينا كارانو
- 16 أبريل – روبرت ويلي لاعب كرة سلة أمريكي.
- 19 أبريل – كاساندرا موريس
- 23 أبريل – جيرالد واشنطن
- 23 أبريل – جيري جونسون لاعب كرة سلة أمريكي.
- 23 أبريل – كايل بيكرمان لاعب كرة قدم أمريكي.
- 24 أبريل – ديفيد اوليفر
- 24 أبريل – كيلي كلاركسون
- 26 أبريل – إريك مولينا ملاكم من الولايات المتحدة الأمريكية.
- 26 أبريل – إيفان مكفارلين لاعب كرة سلة أمريكي.
- 28 أبريل – دونا فيلدمان ممثلة أمريكية.
- 28 أبريل – كريس كامان لاعب كرة سلة ألماني.
- 30 أبريل – كيرستين دانست ممثلة أمريكية.

### مايو
- 4 مايو – ديواريك سبنسر لاعب كرة سلة أمريكي.
- 7 مايو – رينالدو ميجور لاعب كرة سلة أمريكي.
- 8 مايو – أدريان غونزاليس
- 9 مايو – ليندسي والن لاعبة كرة سلة أمريكية.
- 11 مايو – جوناثان جاكسن
- 13 مايو – أوغوتشي أونييوو لاعب كرة قدم أمريكي.
- 13 مايو – لوري كوهن لاعبة كرة سلة أمريكية.
- 14 مايو – ألانا بيرد
- 14 مايو – انجيلا جونسون ممثلة أمريكية.
- 14 مايو – جيف بوندس لاعب كرة سلة أمريكي.
- 15 مايو – اليكس بريكنريدج
- 15 مايو – جيسيكا سوتا
- 16 مايو – ألفونسو لوبيز الثالث ملاكم من الولايات المتحدة الأمريكية.
- 17 مايو – كلارينس غودسون لاعب كرة قدم أمريكي.
- 18 مايو – جيليان يورك
- 20 مايو – كانديس بيلي
- 23 مايو – برايان ويلسون لاعب كرة مضرب من الولايات المتحدة الأمريكية.
- 24 مايو – داماركوس بيزلي لاعب كرة قدم أمريكي.
- 26 مايو – مونيك ألكساندر ممثلة إباحية أمريكية.
- 29 مايو – سيث ميتشل ملاكم من الولايات المتحدة الأمريكية.
- 30 مايو – إدي غريفين لاعب كرة سلة أمريكي.
- 31 مايو – أشلي باتل لاعبة كرة سلة أمريكية.
- 31 مايو – جوناثان تاكر ممثل أمريكي.

### يونيو
- 1 يونيو – إيريك ساندرز لاعب كرة سلة من الولايات المتحدة الأمريكية.
- 4 يونيو – جيمس باتريك لاعب كرة قدم أمريكي.
- 5 يونيو – فانيسا هايدن لاعبة كرة سلة من الولايات المتحدة الأمريكية.
- 10 يونيو – تارا ليبينسكي
- 11 يونيو – جوي غراهام لاعب كرة سلة أمريكي.
- 11 يونيو – ديانا توراسي لاعبة كرة سلة من الولايات المتحدة الأمريكية.
- 11 يونيو – ستيفن غراهام لاعب كرة سلة أمريكي.
- 14 يونيو – آرون غارسيا ملاكم من الولايات المتحدة الأمريكية.
- 17 يونيو – أنتواين باربور لاعب كرة سلة من الولايات المتحدة الأمريكية.
- 18 يونيو – ريتشارد جيتر لاعب كرة سلة أمريكي.
- 22 يونيو – جوناثون بانكس ملاكم من الولايات المتحدة الأمريكية.
- 22 يونيو – نيكول باول
- 29 يونيو – أمبر جاكوبس لاعبة كرة سلة أمريكية.
- 29 يونيو – كولن جوست كاتب سيناريو أمريكي.
- 29 يونيو – ماثيو ميرسر ممثل أمريكي.
- 30 يونيو – كولن بورنس لاعب كرة قدم من الولايات المتحدة الأمريكية.
- 30 يونيو – ليزي كابلان ممثلة أمريكية.

### يوليو
- 1 يوليو – كارميلا دي سيزار
- 1 يوليو – هيلاري بورتون ممثلة أمريكية.
- 4 يوليو – مو مكراي ممثل أمريكي.
- 8 يوليو – بيندليتون وارد
- 8 يوليو – حكيم واريك لاعب كرة سلة أمريكي.
- 8 يوليو – صوفيا بوش
- 9 يوليو – أنجليكا سيلايا
- 9 يوليو – جيسيكا مور لاعبة كرة سلة أمريكية.
- 10 يوليو – دواين برويلز لاعب كرة سلة أمريكي.
- 13 يوليو – آيا كاش ممثلة أمريكية.
- 16 يوليو – كارلي لويد لاعبة كرة قدم أمريكية.
- 17 يوليو – بوبي رينولدز لاعب كرة مضرب أمريكي.
- 18 يوليو – ريان كابريرا موسيقي أمريكي.
- 19 يوليو – جاريد بادالكي ممثل أمريكي.
- 19 يوليو – دونكا لويس لاعبة كرة سلة أمريكية.
- 19 يوليو – رونيكا هودجز لاعبة كرة سلة أمريكية.
- 20 يوليو – بيرسي داغز الثالث ممثل أمريكي.
- 22 يوليو – جيرمياه ماسي لاعب كرة سلة أمريكي.
- 22 يوليو – دانييل كينيدي لاعب كرة قدم من الولايات المتحدة الأمريكية.
- 23 يوليو – جيرالد والاس لاعب كرة سلة أمريكي.
- 24 يوليو – إليزابيث موس ممثلة أمريكية.
- 24 يوليو – تري سيمونز لاعب كرة سلة أمريكي.
- 24 يوليو – جورج هو
- 24 يوليو – ديفيد باين واثب حواجز من الولايات المتحدة الأمريكية.
- 25 يوليو – براد رينفرو ممثل أمريكي.
- 26 يوليو – دونيل تايلور لاعب كرة سلة أمريكي.
- 27 يوليو – تروي ديفريس لاعب كرة سلة أمريكي.
- 27 يوليو – ريكي شيلدز لاعب كرة سلة من الولايات المتحدة الأمريكية.
- 29 يوليو – تي جاي سورينتيني
- 30 يوليو – مارتن ستار ممثل أمريكي.

### أغسطس
- 5 أغسطس – لولو جونز
- 6 أغسطس – أدريان كوري
- 7 أغسطس – بريت مارلنج
- 8 أغسطس – رائف موسيقي أمريكي.
- 9 أغسطس – تايسون غاي
- 9 أغسطس – ديفيد سيمون لاعب كرة سلة أمريكي.
- 9 أغسطس – كيت سيجيل ممثلة أمريكية.
- 10 أغسطس – ديفون أوكي
- 10 أغسطس – كاترينا بيغن
- 12 أغسطس – أشلي روبنسون لاعبة كرة سلة أمريكية.
- 12 أغسطس – جيرالد فيتش لاعب كرة سلة أمريكي.
- 13 أغسطس – سارة هاكابي ساندرز
- 14 أغسطس – ديفيد كول ممثل أمريكي.
- 14 أغسطس – كريستي توماس لاعبة كرة سلة أمريكية.
- 15 أغسطس – ديفيد هاريسون لاعب كرة سلة أمريكي.
- 16 أغسطس – تود هابركورن ممثل أمريكي.
- 16 أغسطس – كام جيجنديت ممثل أمريكي.
- 17 أغسطس – مارك سالينغ ممثل أمريكي.
- 19 أغسطس – إريكا كريستنسن ممثلة أمريكية.
- 19 أغسطس – ميليسا فوميرو ممثلة أمريكية.
- 23 أغسطس – تريفور رايت ممثل أمريكي.
- 23 أغسطس – ناتالي كافلين سبّاحة من الولايات المتحدة الأمريكية.
- 24 أغسطس – دواين ميتشل لاعب كرة سلة أمريكي.
- 25 أغسطس – بنجامين ديسكين ممثل أمريكي.
- 26 أغسطس – جون مولايني
- 26 أغسطس – جيمي واتكنز درّاج طريق من الولايات المتحدة الأمريكية.
- 27 أغسطس – أندريه إيميت لاعب كرة سلة أمريكي.
- 27 أغسطس – إبوني هوفمان لاعبة كرة سلة أمريكية.
- 28 أغسطس – دارين بروكس لاعب كرة سلة من الولايات المتحدة الأمريكية.
- 28 أغسطس – ليان رايمز
- 30 أغسطس – أندي روديك لاعب كرة مضرب من الولايات المتحدة.
- 31 أغسطس – إريك هانسن لاعب كرة سلة أمريكي.
- 31 أغسطس – إيان كروكر سباح أمريكي.
- 31 أغسطس – كريس دوهون لاعب كرة سلة أمريكي.

### سبتمبر
- 1 سبتمبر – ايمي ووكر
- 1 سبتمبر – ريان غوميز لاعب كرة سلة أمريكي.
- 3 سبتمبر – أندرو مكماهون موسيقي أمريكي.
- 3 سبتمبر – كريس ويلكوكس لاعب كرة سلة أمريكي.
- 4 سبتمبر – ويتني كمنغز
- 5 سبتمبر – أوربانو أنتيلون ملاكم من الولايات المتحدة الأمريكية.
- 6 سبتمبر – تيميكا جونسون لاعبة كرة سلة أمريكية.
- 9 سبتمبر – شارود فورد لاعب كرة سلة أمريكي.
- 10 سبتمبر – بات كارول لاعب كرة سلة من الولايات المتحدة الأمريكية.
- 10 سبتمبر – ميستي كوبلاند راقصة باليهة من الولايات المتحدة الأمريكية.
- 11 سبتمبر – ريكي مينارد لاعب كرة سلة من الولايات المتحدة الأمريكية.
- 14 سبتمبر – جيمي هانت لاعب كرة سلة أمريكي.
- 19 سبتمبر – كولومبوس شورت مصمم رقص أمريكي.
- 21 سبتمبر – شيموس بوكسلي لاعب كرة سلة أمريكي.
- 23 سبتمبر – جورج موس
- 24 سبتمبر – بول هام لاعب جمباز فني من الولايات المتحدة الأمريكية.
- 24 سبتمبر – جولي ماكبرايد لاعبة كرة سلة أمريكية.
- 27 سبتمبر – آنا كامب
- 27 سبتمبر – تان وايت لاعبة كرة سلة أمريكية.
- 27 سبتمبر – توماس كيلاتي لاعب كرة سلة أمريكي.
- 27 سبتمبر – ليل وين
- 28 سبتمبر – ايميكا أوكافور لاعب كرة سلة أمريكي.
- 28 سبتمبر – فيليبرتو ريفيرا لاعب كرة سلة بورتوريكي.
- 28 سبتمبر – مات كوهين ممثل أمريكي.
- 29 سبتمبر – أريانا جولي ممثلة إباحية أمريكية.
- 29 سبتمبر – أوسكار دياز ملاكم من الولايات المتحدة الأمريكية.
- 30 سبتمبر – توري لان ممثلة إباحية أمريكية.
- 30 سبتمبر – كيران كولكين ممثل أمريكي.
- 30 سبتمبر – لاسي تشابيرت

### أكتوبر
- 2 أكتوبر – تايسون تشاندلر لاعب كرة سلة أمريكي.
- 2 أكتوبر – غاري ويلكنسون لاعب كرة سلة أمريكي.
- 3 أكتوبر – كريس توماس لاعب كرة سلة أمريكي.
- 6 أكتوبر – ووكر راسل جونيور لاعب كرة سلة أمريكي.
- 7 أكتوبر – روبي جينيبري لاعب كرة مضرب أمريكي.
- 9 أكتوبر – كولن دونيل
- 10 أكتوبر – الكسندرا باريتو ممثلة أمريكية.
- 11 أكتوبر – سالم ستوداميري لاعب كرة سلة أمريكي.
- 14 أكتوبر – بينه زيتلن
- 15 أكتوبر – جيسي ويتن لاعب كرة مضرب أمريكي.
- 16 أكتوبر – آلان أندرسون لاعب كرة سلة أمريكي.
- 16 أكتوبر – أنتوني مايلز لاعب كرة سلة أمريكي.
- 16 أكتوبر – داريوس رايس لاعب كرة سلة أمريكي.
- 18 أكتوبر – سايمون غوتش مصارع أمريكي.
- 19 أكتوبر – جون غولدسبيري لاعب كرة سلة من الولايات المتحدة الأمريكية.
- 19 أكتوبر – جيليان جاكوبس
- 20 أكتوبر – كاتي فيذرستون ممثلة أمريكية.
- 20 أكتوبر – لورنس روبرتس لاعب كرة سلة أمريكي.
- 21 أكتوبر – جيمس وايت لاعب كرة سلة أمريكي.
- 21 أكتوبر – مات دالاس
- 23 أكتوبر – ريكي بولدينغ لاعب كرة سلة أمريكي.
- 25 أكتوبر – ديفين غرين لاعب كرة سلة من الولايات المتحدة الأمريكية.
- 25 أكتوبر – مايكل سويتنيي لاعب كرة سلة من الولايات المتحدة الأمريكية.
- 25 أكتوبر – مونيكا دوغرا
- 27 أكتوبر – باتريك فوجيت
- 28 أكتوبر – ديفيد هوكينز لاعب كرة سلة أمريكي.

### نوفمبر
- 1 نوفمبر – جون ألين لاعب كرة سلة أمريكي.
- 3 نوفمبر – جانيل مكارفيل لاعبة كرة سلة أمريكية.
- 4 نوفمبر – ترافيس فان وينكل ممثل أمريكي.
- 8 نوفمبر – تيد ديبياسي الابن
- 8 نوفمبر – دانييل هارفي لاعب كرة قدم من الولايات المتحدة الأمريكية.
- 8 نوفمبر – لورين اوليفر كاتب أمريكي.
- 8 نوفمبر – ليندي إنغلاند جندية من الولايات المتحدة الأمريكية.
- 9 نوفمبر – بواز ميهيل لاعب كرة قدم إنجليزي.
- 10 نوفمبر – هيثر ماتاراتزو ممثلة أمريكية.
- 11 نوفمبر – بريتني غاستينيو
- 12 نوفمبر – آن هاثاواي ممثلة أمريكية.
- 13 نوفمبر – ميكايل كوبون
- 14 نوفمبر – تيمي دوغان درّاج طريق من الولايات المتحدة الأمريكية.
- 14 نوفمبر – جوي ويليامز مغنية أمريكية.
- 14 نوفمبر – رون هوارد لاعب كرة سلة من الولايات المتحدة الأمريكية.
- 14 نوفمبر – لورا رمزي ممثلة أمريكية.
- 15 نوفمبر – وليم يوبانك مخرج أفلام أمريكي.
- 15 نوفمبر – يايا داكوستا
- 16 نوفمبر – أمار ستودماير لاعب كرة سلة أمريكي.
- 17 نوفمبر – بول ميلر لاعب كرة سلة من الولايات المتحدة الأمريكية.
- 17 نوفمبر – كاتي فينسترا ماترا
- 21 نوفمبر – جون لوكاس لاعب كرة سلة أمريكي.
- 21 نوفمبر – ليسي موسيقية أمريكية.
- 25 نوفمبر – جوردن جيمس
- 25 نوفمبر – جيمس مكجيرت جونيور ملاكم من الولايات المتحدة الأمريكية.
- 26 نوفمبر – لوثر هيد لاعب كرة سلة من الولايات المتحدة الأمريكية.
- 28 نوفمبر – ميرسيا مونرو ممثلة أمريكية.
- 29 نوفمبر – لوكاس بلاك ممثل أمريكي.

### ديسمبر
- 1 ديسمبر – جوني كروز ممثل أمريكي.
- 2 ديسمبر – مات والش لاعب كرة سلة من الولايات المتحدة الأمريكية.
- 3 ديسمبر – آدم وينغارد مخرج أفلام أمريكي.
- 3 ديسمبر – جايسي تشان
- 3 ديسمبر – داشا بولانكو
- 3 ديسمبر – شيريل بيكر
- 5 ديسمبر – إدي كاري لاعب كرة سلة من الولايات المتحدة الأمريكية.
- 5 ديسمبر – كيري هيلسون
- 6 ديسمبر – ريان كورنس ممثل أمريكي.
- 7 ديسمبر – لو أمندسون لاعب كرة سلة أمريكي.
- 8 ديسمبر – راكيل كوبس جونز لاعبة كرة مضرب من الولايات المتحدة.
- 8 ديسمبر – ويل كونروي لاعب كرة سلة أمريكي.
- 15 ديسمبر – جورج أو غور الثاني ممثل أمريكي.
- 19 ديسمبر – مو ويليامز لاعب كرة سلة أمريكي.
- 21 ديسمبر – بريمو كولون
- 21 ديسمبر – مايك جانسي
- 22 ديسمبر – رودني مارتن منافِس أوليمبي من الولايات المتحدة الأمريكية.
- 26 ديسمبر – ديفيد لوغان لاعب كرة سلة أمريكي.
- 28 ديسمبر – بو غاريت
- 28 ديسمبر – جون مولينا جونيور ملاكم من الولايات المتحدة الأمريكية.
- 29 ديسمبر – أليسون بري ممثلة أمريكية.
- 29 ديسمبر – لاري تيرنر لاعب كرة سلة أمريكي.
- 29 ديسمبر – مايك هيلمز لاعب كرة سلة أمريكي.
- 30 ديسمبر – داثان ريتزينهين
- 31 ديسمبر – تشارلز جودسون والاس لاعب كرة سلة أمريكي.

## وفيات

### يناير
- 1 يناير – فيكتور بوونو (مواليد 1938)
- 4 يناير – غوريلا جونز (مواليد 1906) ملاكم من الولايات المتحدة الأمريكية.
- 5 يناير – هانز كونريد (مواليد 1917)
- 13 يناير – أرلاند ويليامز (مواليد 1935)

### فبراير
- 8 فبراير – جوني جاكوبس (مواليد 1916) ممثل من الولايات المتحدة الأمريكية.
- 14 فبراير – تومي هيراكين جاكسون (مواليد 1931) ملاكم من الولايات المتحدة الأمريكية.
- 17 فبراير – ثالونيوس منك (مواليد 1917)
- 20 فبراير – جيم برادلي (مواليد 1952) لاعب كرة سلة أمريكي.

### مارس
- 2 مارس – فيليب ك. ديك (مواليد 1928) مؤلف أمريكي.
- 5 مارس – جون بيلوشي (مواليد 1949)

### أبريل
- 5 أبريل – ابي فورتاس (مواليد 1910)
- 12 أبريل – ليني بيكر (مواليد 1945) ممثل أمريكي.
- 20 أبريل – أرشبيلد ماكليش (مواليد 1892)
- 27 أبريل – جورج دان (مواليد 1914)

### مايو
- 1 مايو – جيك بيلكنجتون (مواليد 1916) لاعب كرة سلة أمريكي.
- 14 مايو – إدغار ثيودور ويري (مواليد 1885)
- 14 مايو – هيو بومونت (مواليد 1909)
- 22 مايو – جاي لورانس لوش (مواليد 1896)

### يونيو
- 5 يونيو – بول بيرش (مواليد 1910)
- 8 يونيو – سيتشل بيج (مواليد 1906) لاعب كرة قاعدة من الولايات المتحدة الأمريكية.
- 18 يونيو – جون شيفر (مواليد 1912)
- 21 يونيو – هيندريك وايد بود (مواليد 1905)

### يوليو
- 7 يوليو – تومي لوغران (مواليد 1902) ملاكم من الولايات المتحدة الأمريكية.
- 13 يوليو – جون ألكسندر (مواليد 1897) ممثل أمريكي.
- 19 يوليو – هيو إيفرت الثالث (مواليد 1930)

### أغسطس
- 10 أغسطس – ويليام هنري (مواليد 1914) ممثل أمريكي.
- 11 أغسطس – توم دريك (مواليد 1918) ممثل أمريكي.
- 12 أغسطس – هنري فوندا (مواليد 1905) ممثل أمريكي.
- 18 أغسطس – بيفرلي باين (مواليد 1894) ممثلة أمريكية.
- 19 أغسطس – فريتز كريسلر (مواليد 1899)
- 23 أغسطس – ستانفورد مور (مواليد 1913)

### سبتمبر
- 1 سبتمبر – هاسكل كاري (مواليد 1900)
- 5 سبتمبر – ليون كيلي (مواليد 1901) رسام أمريكي.
- 14 سبتمبر – غريس كيلي (مواليد 1929)
- 16 سبتمبر – بيل روبينزيني (مواليد 1953) لاعب كرة سلة أمريكي.
- 24 سبتمبر – جيمي غوودريتش (مواليد 1900) ملاكم من الولايات المتحدة الأمريكية.
- 28 سبتمبر – مابل البرتسون (مواليد 1901) ممثلة أمريكية.

### أكتوبر
- 4 أكتوبر – ليروي غرومان (مواليد 1895) مهندس أمريكي.
- 14 أكتوبر – فيرجينيا فوكس (مواليد 1902) ممثلة من الولايات المتحدة الأمريكية.
- 18 أكتوبر – باس ترومان (مواليد 1885) سياسية من الولايات المتحدة الأمريكية.

### نوفمبر
- 1 نوفمبر – إليانور غوس (مواليد 1895) لاعبة كرة مضرب أمريكية.
- 1 نوفمبر – جيمس برودريك (مواليد 1927)
- 1 نوفمبر – كينج فيدور (مواليد 1894)
- 18 نوفمبر – دون ديلاواي (مواليد 1903) ممثل أمريكي.
- 21 نوفمبر – لي باتريك (مواليد 1906)

### ديسمبر
- 2 ديسمبر – ديفيد بلو (مواليد 1941)
- 8 ديسمبر – مارتي روبينز (مواليد 1925)
- 9 ديسمبر – جوي فورمان (مواليد 1929)
- 9 ديسمبر – ليون جاوورسكي (مواليد 1905) سياسي أمريكي.
- 23 ديسمبر – جاك ويب (مواليد 1920)
- 27 ديسمبر – جاك سويغيرت (مواليد 1931) رائد فضاء أمريكي.